# Jody Day
Jody Day est une activiste pour les droits des femmes nullipares anglaise.

## Biographie
Jody Day est la directrice d'une entreprise de décoration d'intérieur, diplômée en littérature anglaise. Ancienne psychothérapeute, en 2009, à l'âge de 44 ans, elle se rend compte qu'elle ne sera jamais mère et monte un réseau de femmes sans enfants âgées de 35 ans et plus, nommé Gateway Women. Révoltée par le fait que les femmes n'ayant pas d'enfants sont considérées comme des égoïstes et par cette idée qu'on ne devient vraiment femme qu'en mettant un enfant au monde, elle lance le blog Gateway Women en 2011.
Son ouvrage, Living the Life Unexpected aide les femmes et les hommes ne pouvant devenir parents à passer les 5 stades du deuil : le déni, la colère, la négociation, la dépression et enfin, l'acceptation.
En 2013, elle fait partie des 100 femmes honorées par la BBC.